# موريس مانينغ (شاعر)
موريس مانينغ (بالإنجليزية: Maurice Manning)‏ هو شاعر أمريكي، ولد في 1966 في دانفيل في الولايات المتحدة.